# Барзани
Барза́ни (курд. E'şîra Barzanî) — влиятельное курдское племя арамейского происхождения, имеющее конфедеративную структуру, состоящую из нескольких кланов.
Происходят из одноименного округа в Южном Курдистане (северном Ираке). Барзани сыграли большую роль в истории курдского национально-освободительного движения.
Являются в основе мусульманами-суннитами накшбандийского суфийского тариката. До XIX века придерживались езидизму. В племени также много курдских евреев.
Говорят на юго-восточной вариации курманджи, более известной как бахдини (от перс. «بهدین»‎ — behdin «Благая вера»). Существует также отдельный барзанский язык.
Во время геноцида армян 1915 года, племя Барзани организовали спасательную экспедицию из двухсот курдских бойцов в защиту армянского мирного населения.
Отличительным признаком племени Барзани является красно-белый головной платок. Ранее у них было принято наголо брить головы, теперь этот обычай оставлен.
Поселок Барзан на Ближнем Востоке всегда отличался особой воинственностью, свободой женщин, абсолютной веротерпимостью и этническим разнообразием.

## Этимология
Этноним племени Барзани происходит от названия поселка Барзан. Название имеет хурритское происхождение.

## История
Племя Барзани представляло собой арамеев из одноименного племени, перешедших сначала в езидизм, а позже, в XIX веке, в ислам. Согласно легенде, Барзани ведут своё начало от средневековых эмиров княжества Бахдинан (столица — Амеди), один из представителей рода которых, Масуд, будто бы поселился в деревне Хафнака. Его внуком считается Таджэддин, в начале XIX века основавший суфийскую такийе (обитель) в селении Барзан и ставший первым шейхом одноименного племени. Внук этого Таджэддина, шейх Абдель-Салям I (ум. 1872), отличался выдающейся (по местным меркам) мусульманской ученостью и стал фактическим создателем племенного союза Барзани. Его сын шейх Мухаммед ничем не прославился, зато сыновья шейха Мухаммеда: лидер нескольких антитурецких восстаний шейх Абдель-Салям II, шейх Ахмед, которого почитают святым как мусульмане, так и христиане Барзана и особенно прославленный общенациональный лидер Мустафа Барзани — сыграли крупную историческую роль.

К началу 1800-х гг. шейх Барзани, потомственный местный правитель, основал собственный местный институт накшбандийских шейхов, но объединение окрестных племен вокруг Барзана произошло во второй половине XIX века при шейхе Абдель-Саляме I, который, заручившись поддержкой нескольких других курдских племен, образовал крупную родоплеменную конфедерацию кланов поселка Барзан. Внук последнего — шейх Абдель-Салям II (ум. 1914 или 1916) — провел в Барзане ряд реформ и, в частности, разделил общинные земли поровну между всеми членами племени, причем себе шейх взял надел, полагавшийся рядовому общиннику. Введенная им система, основанная на принципах строгой справедливости, равенства и взаимопомощи, настолько сплотила племя и подняла его боевой дух, что соседи за исключительную храбрость и преданность своему шейху прозвали барзанцев «дивана» — «безумными». 

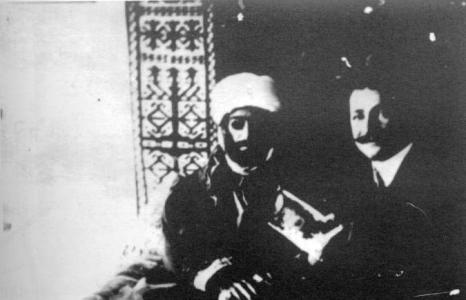
Шейх Абдель Салям с сотрудником русского консульства в Урмии, 1914 г.

Барзан стал убежищем для угнетенных местных курдских племен, которые укрепляли власть Шейха Барзани в регионе. Появлялись также требования к турецкому правительству большей региональной автономии от Османской империи.
Абдель-Салям был связан с курдскими освободительными организациями (такими как «Лига Курдистана») и поднял несколько восстаний против Османской империи, после поражения последнего (1914 г.) бежал в Российскую империю. Затем вернулся в Персидский (Иранский) Курдистан, был там схвачен в результате «измены османской власти», выдан туркам и повешен в Мосуле.
Линию религиозно-нравственных реформ продолжил брат Абдель-Саляма II шейх Ахмад Барзани. Он, в частности, запрещал без нужды поднимать руку на все живое: убивать диких животных, рубить живые деревья (только сушняк) и т. д.; он запретил также обычай калыма и насильственные браки. Шейх с пренебрежением относился к формальным требованиям и обрядам религии, полагая спасение в добродетельной жизни. Это привело в частности к тому, что его последователями, оставаясь христианами, стали (и доныне считают себя) барзанские ассирийцы. Шейх Ахмад отличался абсолютной веротерпимостью.
Во время геноцида армян 1915 года, Шейх Мохаммад Барзани отправил 200 бойцов племени для защиты армян во главе с его соратником Вали-беком. Мустафа Барзани, ставший впоследствии лидером национально-освободительного движения иракских курдов, участвовал в спасательной экспедиции армянского населения, организованной курдами из племени Барзани. В 16 лет он взял в руки оружие, чтобы прославиться затем в боях и походах — против англичан, турок, иранцев и иракцев.

Шейх Ахмад и особенно его младший брат Мустафа Барзани внесли большой вклад в национально-освободительное движение иракских курдов. В 1919 г. шейх Ахмад впервые поднимает восстание против английских колонизаторов; барзанцы убивают английского комиссара в регионе и совместно с соседними племенами захватывают город Амеди. В отместку англичане сожгли поселок Барзан. На протяжении всех 

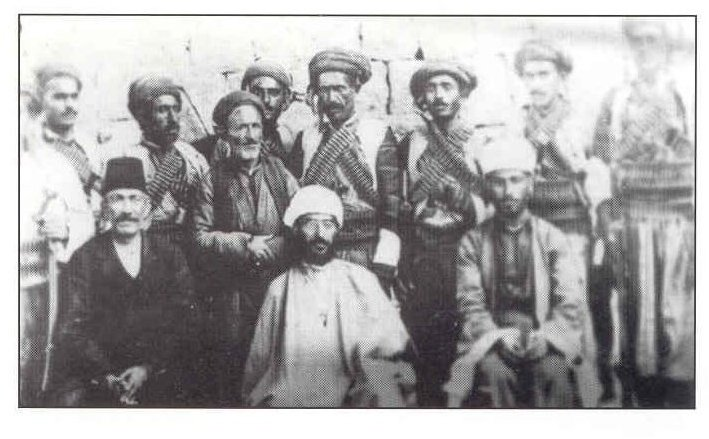
Шейх Абдель Салям Барзани (сидит в центре) с барзанцами и турецким чиновником. 1908 г.

1920-х годов барзанцы продолжали волноваться, в 1931-1932 гг. вспыхнуло новое восстание, вызванное попыткой правительства установить в области полицейские посты. Восстание было подавлено с помощью английской авиации. Иракская армия подошла к Барзани, чтобы отомстить за предыдущее восстание. Около 400 семей были вынуждены покинуть свои владения и бежать. Многочисленные женщины и дети племени Барзани бежали в Турцию, а около 250 мужчин остались защищать свою родину. Те, что бежали в Турцию затем вернулись под амнистию. Вопреки амнистии шейх Ахмад и вся семья Барзани были сосланы, а против племени начались репрессии, ставшие причиной восстания Халила Хошави (1934-1936 гг.). Между 1932 и 1934 годами иракская армия вместе с Королевскими военно-воздушными силами атаковала и разрушила 79 деревень в районе Барзана. 2382 семьи были вынуждены покинуть этот район. Это восстание было подавлено с помощью турок, Хошави убит. В 1943-1945 гг. в Барзане произошло крупное восстание под руководством Мустафы Барзани. 11 ноября 1945 года Королевские ВВС снова бомбили Барзан, разрушив 35 деревень. Более 15 тыс. мирных жителей бежали в Иранский Курдистан (из них 2 тыс. вооруженных мужчин), где приняли активное участие в защите Мехабадской республики. После разгрома Мехабадской республики, 10 апреля 1947 года иранская армия начала атаку на Барзани с применением танков и артиллерии, в результате чего 5000 мужчин, женщин и детей бежали и вернулись в Южный Курдистан, где они были заключены в тюрьму и находились в плену от 2 до 12 лет.
В 1952 г. рядовым членам племени было разрешено вернуться в Барзан, тогда как шейх Ахмад, приговоренный к смертной казни и отказавшийся просить о помиловании, оставался в заключении. Он вернулся в Барзан только после революции 1958 г. Во время Сентябрьского восстания 1961-1975 г. шейх Ахмад провозгласил Барзан нейтральным, чтобы уберечь от карательных акций со стороны правительственных войск. После смерти шейха Ахмада (1969) институт шейхов потерял всякое значение.
В 1978 г. племя было выселено из Барзана в концлагеря, а сам Барзан полностью разрушен. В 1983 г. все мужчины — члены племени от 16 лет и старше (ок. 8 тысяч человек) были вывезены в неизвестном направлении и казнены. Это было частью Анфаля, — геноцида курдов на севере Ирака, реализовывавшейся иракским правительством в 1987—1989 годах.
После освобождения Южного Курдистана в 1991 г. в ходе совместной операции США, Великобритании и Франции, племя Барзани получили возможность вернуться на родину и восстановить свои селения.
Сын Мустафы Барзани Масуд Барзани с 2005 по 2017 годы был президентом Южного Курдистана и председателем Демократической Партии Курдистана, тогда как племянник последнего Нечирван Барзани (его отец Идрис руководил военной деятельностью ДПК в 1980-х гг.) — являлся премьер-министром Курдистана. Младший сын Мустафы Барзани Ваджах командовал курдскими пешмерга во время войны 2003 г.; тяжело ранен при наступлении на Мосул.

## Состав
Собственно, «Барзани» — название племенной конфедерации, объединившейся в XIX веке под духовной и светской властью шейхов суфийского ордена Накшбанди. Кроме мусульман, членами этого союза являются несколько селений христиан-ассирийцев. До начала 1950-х гг. в Барзане проживало также много курдских евреев.
Барзани в себя включают следующие кланы:
- Барожи (живут в самом Барзане)
- Мизури
- Ширвани
- Низари
- Доломари
- Херки-бинеж
- Герди